# Liste des ministres français de l'Emploi
Le tableau ci-dessous liste les personnalités membres du gouvernement français titulaires du poste responsable des questions de l'emploi.
Les dates indiquées sont les dates de prise ou de cessation des fonctions, qui sont en général la veille de la date du Journal Officiel dans lequel est paru le décret de nomination.
Le premier titulaire est Jacques Chirac, nommé secrétaire d'État chargé des Problèmes de l'emploi en 1967 dans le gouvernement Pompidou IV. 
La titulaire actuelle est Astrid Panosyan-Bouvet, ministre du Travail et de l'Emploi nommée le 21 septembre 2024 dans le gouvernement Barnier.

## Cinquième République
| Ministre ou secrétaire d'État          | Intitulé                                                                                | Ministre de tutelle             | Intitulé                                                       | Début                           | Fin                             | Gouvernement                    |
| Présidence de Charles de Gaulle        | Présidence de Charles de Gaulle                                                         | Présidence de Charles de Gaulle | Présidence de Charles de Gaulle                                | Présidence de Charles de Gaulle | Présidence de Charles de Gaulle | Présidence de Charles de Gaulle |
| -------------------------------------- | --------------------------------------------------------------------------------------- | ------------------------------- | -------------------------------------------------------------- | ------------------------------- | ------------------------------- | ------------------------------- |
| Jacques Chirac                         | Secrétaire d'État chargé des Problèmes de l'emploi                                      | Jean-Marcel Jeanneney           | Ministre des Affaires sociales                                 | 6 avril 1967                    | 31 mai 1968                     | Pompidou 4                      |
| Yvon Morandat                          | Secrétaire d'État chargé des Problèmes de l'emploi                                      | Maurice Schumann                | Ministre d'État, chargé des Affaires sociales                  | 31 mai 1968                     | 10 juillet 1968                 | Pompidou 4                      |
| Pierre Dumas                           | Secrétaire d'État aux Affaires sociales chargé de l'Emploi                              | Maurice Schumann                | Ministre d'État, chargé des Affaires sociales                  | 10 juillet 1968                 | 20 juin 1969                    | Couve de Murville               |
| Présidence de Georges Pompidou         |                                                                                         |                                 |                                                                |                                 |                                 |                                 |
| Philippe Dechartre                     | Secrétaire d'État auprès du ministre du Travail, de l'Emploi et de la Population        | Joseph Fontanet                 | Ministre du Travail, de l'Emploi et de la Population           | 22 juin 1969                    | 15 mai 1972                     | Chaban-Delmas                   |
| Aucun                                  | Aucun                                                                                   | Joseph Fontanet                 | Ministre du Travail, de l'Emploi et de la Population           | 15 mai 1972                     | 5 juillet 1972                  | Chaban-Delmas                   |
| Christian Poncelet                     | Secrétaire d’État auprès du ministre d'État, chargé des Affaires sociales               | Edgar Faure                     | Ministre d'État, chargé des Affaires sociales                  | 6 juillet 1972                  | 2 avril 1973                    | Messmer 1                       |
| Christian Poncelet                     | Secrétaire d’État auprès du ministre du Travail, de l'Emploi et de la Population        | Georges Gorse                   | Ministre du Travail, de l'Emploi et de la Population           | 5 avril 1973                    | 27 février 1974                 | Messmer 2                       |
| Aucun                                  | Aucun                                                                                   | Georges Gorse                   | Ministre du Travail, de l'Emploi et de la Population           | 1er mars 1974                   | 28 mai 1974                     | Messmer 3                       |
| Présidence de Valéry Giscard d'Estaing |                                                                                         |                                 |                                                                |                                 |                                 |                                 |
| Aucun                                  | Aucun                                                                                   | Michel Durafour                 | Ministre du Travail                                            | 28 mai 1974                     | 25 août 1976                    | Chirac 1                        |
| Aucun                                  | Aucun                                                                                   | Christian Beullac               | Ministre du Travail                                            | 25 août 1976                    | 10 janvier 1978                 | Barre 1                         |
| Nicole Pasquier                        | Secrétaire d’État à l'Emploi féminin                                                    | Christian Beullac               | Ministre du Travail                                            | 10 janvier 1978                 | 6 avril 1978                    | Barre 2                         |
| Nicole Pasquier                        | Secrétaire d’État à l'Emploi féminin                                                    | Robert Boulin                   | Ministre du Travail et de la Participation                     | 6 avril 1978                    | 29 octobre 1979                 | Barre 3                         |
| Nicole Pasquier                        | Secrétaire d’État à l'Emploi féminin                                                    | Jean Mattéoli                   | Ministre du Travail et de la Participation                     | 8 novembre 1979                 | 22 mai 1981                     | Barre 3                         |
| Présidence de François Mitterrand      |                                                                                         |                                 |                                                                |                                 |                                 |                                 |
| Aucun                                  | Aucun                                                                                   | Jean Auroux                     | Ministre du Travail                                            | 22 mai 1981                     | 29 juin 1982                    | Mauroy 1                        |
| Jean Le Garrec                         | Ministre délégué à l'Emploi                                                             | Pierre Mauroy                   | Premier ministre                                               | 29 juin 1982                    | 24 mars 1983                    | Mauroy 2                        |
| Jack Ralite                            | Ministre délégué à l'Emploi                                                             | Pierre Bérégovoy                | Ministre des Affaires sociales et de la Solidarité nationale   | 24 mars 1983                    | 23 juillet 1984                 | Mauroy 3                        |
| Michel Delebarre                       | Ministre du Travail, de l'Emploi et de la Formation professionnelle                     | Plein exercice                  | Plein exercice                                                 | 19 juillet 1984                 | 20 mars 1986                    | Fabius                          |
| Jean Arthuis                           | Secrétaire d'État auprès du ministre des Affaires sociales et de l'Emploi               | Philippe Séguin                 | Ministre des Affaires sociales et de l'Emploi                  | 20 mars 1986                    | 20 janvier 1987                 | Chirac 2                        |
| Aucun                                  | Aucun                                                                                   | Philippe Séguin                 | Ministre des Affaires sociales et de l'Emploi                  | 20 janvier 1987                 | 12 mai 1988                     | Chirac 2                        |
| Michel Delebarre                       | Ministre des Affaires sociales et de l'Emploi                                           | Plein exercice                  | Plein exercice                                                 | 12 mai 1988                     | 28 juin 1988                    | Rocard 1                        |
| Jean-Pierre Soisson                    | Ministre du Travail, de l'Emploi et de la Formation professionnelle                     | Plein exercice                  | Plein exercice                                                 | 28 juin 1988                    | 16 mai 1991                     | Rocard 2                        |
| Martine Aubry                          | Ministre du Travail, de l'Emploi et de la Formation professionnelle                     | Plein exercice                  | Plein exercice                                                 | 16 mai 1991                     | 30 mars 1993                    | Cresson et Bérégovoy            |
| Michel Giraud                          | Ministre du Travail, de l'Emploi et de la Formation professionnelle                     | Plein exercice                  | Plein exercice                                                 | 30 mars 1993                    | 18 mai 1995                     | Balladur                        |
| Présidence de Jacques Chirac           |                                                                                         |                                 |                                                                |                                 |                                 |                                 |
| Anne-Marie Couderc                     | Secrétaire d'État auprès du Premier ministre, pour l'Emploi                             | Alain Juppé                     | Premier ministre                                               | 18 mai 1995                     | 6 novembre 1995                 | Juppé 1                         |
| Anne-Marie Couderc                     | Ministre délégué à l'Emploi                                                             | Jacques Barrot                  | Ministre du Travail et des Affaires sociales                   | 6 novembre 1995                 | 4 juin 1997                     | Juppé 2                         |
| Martine Aubry                          | Ministre de l'Emploi et de la Solidarité                                                | Plein exercice                  | Plein exercice                                                 | 4 juin 1997                     | 18 octobre 2000                 | Jospin                          |
| Élisabeth Guigou                       | Ministre de l'Emploi et de la Solidarité                                                | Plein exercice                  | Plein exercice                                                 | 18 octobre 2000                 | 7 mai 2002                      | Jospin                          |
| Aucun                                  | Aucun                                                                                   | François Fillon                 | Ministre des Affaires sociales, du Travail et de la Solidarité | 7 mai 2002                      | 17 juin 2002                    | Raffarin 1                      |
| Nicole Ameline                         | Ministre déléguée à la parité et à l'égalité professionnelle                            | François Fillon                 | Ministre des Affaires sociales, du Travail et de la Solidarité | 17 juin 2002                    | 30 mars 2004                    | Raffarin 2                      |
| Nicole Ameline                         | Ministre de la Parité et de l'Égalité professionnelle                                   | Plein exercice                  | Plein exercice                                                 | 31 mars 2004                    | 31 mai 2005                     | Raffarin 3                      |
| Laurent Hénart                         | Secrétaire d'État à l'Insertion professionnelle des jeunes                              | Jean-Louis Borloo               | Ministre de l'Emploi, du Travail et de la Cohésion sociale     | 31 mars 2004                    | 31 mai 2005                     | Raffarin 3                      |
| Gérard Larcher                         | Ministre délégué aux Relations du travail                                               | Jean-Louis Borloo               | Ministre de l'Emploi, du Travail et de la Cohésion sociale     | 31 mars 2004                    | 31 mai 2005                     | Raffarin 3                      |
| Gérard Larcher                         | Ministre délégué à l'Emploi, au Travail et à l'Insertion professionnelle des jeunes     | Jean-Louis Borloo               | Ministre de l'Emploi, de la Cohésion sociale et du Logement    | 2 juin 2005                     | 15 mai 2007                     | Villepin                        |
| Présidence de Nicolas Sarkozy          |                                                                                         |                                 |                                                                |                                 |                                 |                                 |
| Jean-Louis Borloo                      | Ministre de l'Économie, des Finances et de l'Emploi                                     | Plein exercice                  | Plein exercice                                                 | 17 mai 2007                     | 19 juin 2007                    | Fillon 1                        |
| Christine Lagarde                      | Ministre de l'Économie, des Finances et de l'Emploi                                     | Plein exercice                  | Plein exercice                                                 | 19 juin 2007                    | 18 mars 2008                    | Fillon 2                        |
| Laurent Wauquiez                       | Secrétaire d'État chargé de l'Emploi                                                    | Christine Lagarde               | Ministre de l'Économie, de l'Industrie et de l'Emploi          | 18 mars 2008                    | 13 novembre 2010                | Fillon 2                        |
| Xavier Bertrand                        | Ministre du Travail, de l'Emploi et de la Santé                                         | Plein exercice                  | Plein exercice                                                 | 14 novembre 2010                | 10 mai 2012                     | Fillon 3                        |
| Présidence de François Hollande        |                                                                                         |                                 |                                                                |                                 |                                 |                                 |
| Michel Sapin                           | Ministre du Travail, de l'Emploi, de la Formation professionnelle et du Dialogue social | Plein exercice                  | Plein exercice                                                 | 16 mai 2012                     | 2 avril 2014                    | Ayrault 1 et 2                  |
| François Rebsamen                      | Ministre du Travail, de l'Emploi et du Dialogue social                                  | Plein exercice                  | Plein exercice                                                 | 2 avril 2014                    | 25 août 2014                    | Valls 1                         |
| François Rebsamen                      | Ministre du Travail, de l'Emploi, de la Formation professionnelle et du Dialogue social | Plein exercice                  | Plein exercice                                                 | 25 août 2014                    | 2 septembre 2015                | Valls 2                         |
| Myriam El Khomri                       | Ministre du Travail, de l'Emploi, de la Formation professionnelle et du Dialogue social | Plein exercice                  | Plein exercice                                                 | 2 septembre 2015                | 6 décembre 2016                 | Valls 2                         |
| Myriam El Khomri                       | Ministre du Travail, de l'Emploi, de la Formation professionnelle et du Dialogue social | Plein exercice                  | Plein exercice                                                 | 6 décembre 2016                 | 15 mai 2017                     | Cazeneuve                       |
| Présidence d'Emmanuel Macron           |                                                                                         |                                 |                                                                |                                 |                                 |                                 |
| Aucun                                  | Aucun                                                                                   | Muriel Pénicaud                 | Ministre du Travail                                            | 17 mai 2017                     | 6 juillet 2020                  | Philippe 1 et 2                 |
| Élisabeth Borne                        | Ministre du Travail, de l'Emploi et de l'Insertion                                      | Plein exercice                  | Plein exercice                                                 | 6 juillet 2020                  | 20 mai 2022                     | Castex                          |
| Olivier Dussopt                        | Ministre du Travail, du Plein emploi et de l'Insertion                                  | Plein exercice                  | Plein exercice                                                 | 20 mai 2022                     | 11 janvier 2024                 | Borne                           |
| Catherine Vautrin                      | Ministre du Travail, de la Santé et des Solidarités                                     | Plein exercice                  | Plein exercice                                                 | 11 janvier 2024                 | 21 septembre 2024               | Attal                           |
| Astrid Panosyan-Bouvet                 | Ministre du Travail et de l'Emploi                                                      | Plein exercice                  | Plein exercice                                                 | 21 septembre 2024               | En fonction                     | Barnier                         |

### Sources
- Les gouvernements et les assemblées parlementaires sous la Ve République : 1958-2009, vol. 2, Secrétariat général de la Présidence et service de la Communication de l'Assemblée nationale, coll. « Connaissance de l'Assemblée », décembre 2008 (lire en ligne)
- « Toutes les personnalités ayant occupé le poste de la Catégorie Emploi », Base de données historiques des gouvernements et Présidents des assemblées parlementaires (Régimes politiques français depuis 1789), Assemblée nationale (consulté le 7 juin 2017)
- « Les Gouvernements de la Ve République », Assemblée nationale (consulté le 24 mars 2010)